# Babilònia la gran

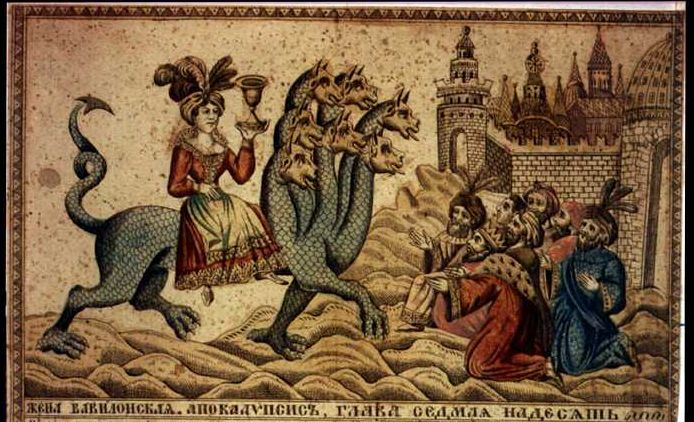
La bagassa de Babilònia cavalcant a dalt de la bèstia dels set caps (gravat rus del)

Babilònia la gran és un dels personatges que apareixen en el llibre bíblic de la Revelació o Apocalipsi de Sant Joan, concretament en els capítols 17 i 18. S'associa amb l'Anticrist i la Bèstia de l'Apocalipsi en connexió amb el regne de set caps i deu banyes.
S'esmenta a l'Apocalipsi, capítol 17, verset 1, on diu:
| Després vingué un dels set àngels de les set copes i em parlà així: «Vine, i et mostraré la condemna de la gran prostituta, que viu vora les aigües, Els reis de la terra s'han prostituït amb ella, i els habitants del món s'han embriagat amb el vi de la seva prostitució. |

## Interpretacions
- Catolicisme: Babilònia la gran representava la Roma pagana dels primers segles.
- Protestantisme: Per la majoria de grups representa la religió catòlica.
- Testimonis de Jehovà: Babilònia la gran és l'imperi de la religió falsa, que serien totes les religions a excepció de la dels Testimonis de Jehovà, cristians autèntics que no s'han prostituït col·laborant amb els governs.